# Lo Tossal (Gurp de la Conca)
Lo Tossal és una muntanya de 939,9 metres que es troba a l'antic municipi de Gurp de la Conca, ara del terme de Tremp, a la comarca del Pallars Jussà.
Està situat al nord del poble de Sant Adrià, i és un dels contraforts sud-orientals de la Roca de la Mola.